# Jorma Gallen-Kallela
Pour les articles homonymes, voir Jorma et Gallen-Kallela.
Kaius Jorma Gallen-Kallela (né Gallén le 22 novembre 1898 à Ruovesi et mort le 1er décembre 1939 à Uusikirkko) est un artiste peintre et graphiste finlandais.

## Biographie
Les parents de Jorma  Gallen-Kallela sont Akseli Gallen-Kallela et Mary Gallen-Kallela, née Slöör. Il commence ses études d'art sous à direction de son père.
Il étudie l'art à Buenos Aires en 1915–1917, Copenhague en  1918–1919, et sous la direction  de Maurice Denis à Paris en 1919–1921 puis à  Vienne en 1929,.
En 1928, Il travaille avec son père sur les fresques de la coupole de Kalevala dans le hall du Musée national de Finlande. En 1931, après la mort de son père et un incendie qui a détruit les fresques de son père dans le mausolée Juselius, il  utilise ses croquis  comme base pour repeindre les fresques,.
Il combat pendant la guerre civile finlandaise aux côtés de la Garde blanche. Il combat pendant la guerre d'hiver, ayant atteint le grade de lieutenant. Alors qu'il inspectait un avion abattu de l'armée de l'air soviétique avec le capitaine Adolf Ehrnrooth le premier ou le deuxième jour de la guerre, ils sont pris en embuscade. Il sauve Adolf Ehrnrooth en se jetant sur lui, mais il meurt lui-même des suites de ses blessures,.